# عبد الله بن حيدر
 عبد الله بن حيدر هو ممثل وإعلامي إماراتي.

## حياته ونشأته
عبد الله بن حيدر هو ممثل مسرحي وتلفزيوني وإعلامي إماراتي، بدأ حياته في العمل كمنتج ومصمم ديكور ثم انطلق في التمثيل وأصبح أحد مؤسسي مسرح بني ياس بالإمارات العربية المتحدة، عمل كمدرب مشاة وأسلحة وذلك في أكاديمية شرطة مدينة الشارقة ولكنه قرر التفرغ للمسرح والتلفزيون، حصل على جائزة أفضل ممثل دور أول عن دوره في مسرحية “دراما الشحاذين” وذلك في عام مهرجان دبي لمسرح الشباب، قدم عدة أعمال فنية متنوعة واستطاع أن يصنع نجوميته بنفسه، بدأ مسيرته الفنية من خلال مسرح المدرسة الذي قدم عليه عدة عروض مسرحية وذلك في عام 1988، من أشهر أعماله مسلسل “ريح الشمال”، فيلم “عاشق عموري” وغيرها، كما أنه قدم أكثر من 25 مسرحية تنوعت أدواره بين البطولة والأدوار الثانية.، وأبرز ما قدمه من مسرحيات كانت (الإسكندر الأكبر، والنمرود، والفرن) كما شارك في عدة مسلسلات، منها: (صمت البوح، الشهد المر، كنا أمس).

## أعماله
للفنان عبد الله بن حيدر العديد من الأعمال الفنية، والتي تنوعت ما بين التلفزيون والسينما، والمسرح، ونذكر من بين تلك الأعمال:
- 2020م- الشهد المر، مسلسل.
- 2020م- اهرب يا خلفان، فيلم.
- 2020م- خورفكان، فيلم.
- 2020م- كنا أمس، مسلسل.
- 2019م- دراهم، فيلم.
- 2019- ص.ب. 1003، مسلسل.
- 2018م- رمسة كريم، فيلم.
- 2018م- زون زيرو، مسلسل.
- 2018م- شباب شباب، فيلم.
- 2018م- عاشق عموري، فيلم
- 2017م- طماشة ج6، مسلسل.
- 2017م- على قد الحال، مسلسل.
- 2017م- قلب العدالة، مسلسل.
- 2017م- لحنش، فيلم.
- 2017م- قلبي معي، مسلسل.[10]
- 2016م- منصور2، مسلسل.
- 2015م- دبي لندن دبي، مسلسل.
- 2014م- كسر الخواطر، مسلسل.
- 2014م- هواجس، مسلسل.
- 2013م- صمت البوح، مسلسل.
- 2013م- محال، مسلسل.
- 2010م- بنات شما، مسلسل.
- 2009م- هديل الليل، مسلسل
- 2008م- أبلة نورة، مسلسل.
- 2008م- ريح الشمال، مسلسل.
- 2007م- بنت النور، مسلسل.
- 2005م- حاير طاير4، مسلسل.
- 2003م- شمس القوايل، مسلسل.
- 2002م- عمى ألوان، مسلسل. ممثل ومنتج منفذ

كما انه قدم مجموعة من البرامج : تأليف وإعداد وتقديم، ونذكر منها
- حلو السوالف. فقرات منوعة تناقش العديد من المحاور مع ضيوف البرنامج بروح شبابية وعفوية حول تجاربهم الشخصية في شؤون حياتية مختلفة كالتسامح وأهميته في بناء المجتمع والسفر والسياحة الداخلية.
- من الذاكرة. الماضي الجميل يعود من جديد عبر باقة من الكلاسيكيات المختارة من مسلسلات وأفلام وبرامج كانت تعرض على شاشات التلفزة العربية وأصبحت وثيقة مرئية لارتباطها بذكريات وصور من الزمن البعيد.
- فوانيس. فقرة منوعة تطرح مواضيع خاصة بالشهر الكريم كالسلوكيات الاجتماعية السائدة بين الناس أثناء شهر الصيام وعادات الشعوب المختلفة حول العالم في الشهر المبارك.
- احتفالات عيد الأتحاد. احتفالية وطنية بمناسبة عيد الاتحاد الواحد والخمسين لدولة الإمارات العربية المتحدة تنقل مشاعر المواطنين والمقيمين بهذه المناسبة وتعكس جوانب عدة من مسيرة الاتحاد والإنجازات والأسس التي قامت عليها الدولة.
- من العايدين- أجواء احتفالية تنقل مظاهر عيد الأضحى المبارك ضمن فقرات منوعة.
- استهلك صح. في إطار جهود الدولة في مجالات ترشيد الاستهلاك، تقدم حلقات البرنامج مادة توعوية تساهم في تعزيز ثقافة الممارسات والسلوكيات السليمة الواجب اتباعها للمحافظة على الموارد وعدم هدرها على مستوى فردي ومجتمعي.
- إرث. انطلاقاً من شارع E11 في بداية كل جولة، تجوب الحلقات أرجاء دولة الإمارات في رحلة حية ومشوقة لاكتشاف المواقع السياحية والترفيهية المغلقة التي تشكل مقصداً رئيسياً خلال فترة الصيف، وتقديم التفاصيل عنها.
- الجانب الآخر. بعيداً عن نمطية اللقاءات والحوارات الفنية، يقترب البرنامج من الجانب الآخر لمجموعة من مشاهير الفن الإماراتي ومخرجيه ومنتجيه ويبحث عما في جعبتهم من أسرار وحقائق قد تغيّر الانطباعات التقليدية حول حياتهم.